# Azione del 14 marzo 1988
L'azione del 14 marzo 1988, anche detta schermaglia del Johnson South Reef, fu un breve scontro navale che vide coinvolte unità navali cinesi e vietnamite nelle acque antistanti il Johnson South Reef, un piccolo atollo delle isole Spratly; l'azione è nota in Cina come "battaglia di Chìguā" (in cinese: 赤瓜礁海战, pinyin: Chìguā jiāo hǎizhàn, dal nome in cinese del Johnson South Reef), mentre in Vietnam è nota come "battaglia delle Spratly" (in vietnamita Hải chiến Trường Sa).
Una squadra navale cinese intercettò alcune unità vietnamite intente a sbarcare truppe su alcuni atolli contesi dell'arcipelago, e dopo un breve scontro le costrinse a ritirarsi; due navi da trasporto militari vietnamite furono affondate con la morte di più di 70 uomini, mentre nessuna perdita fu riportata dai cinesi.

## Antefatti
Le isole Spratly sono un arcipelago del Mar Cinese Meridionale posto a metà strada tra le coste del Vietnam e quelle delle Filippine: benché costituito da meno di 4 km² di terre emerse tra isole, atolli, scogliere e bassifondi, l'arcipelago copre tuttavia più di 42500 km² di superficie di mare, risultando determinante quindi per estendere le acque territoriali e la zona economica esclusiva delle nazioni limitrofe; conseguentemente, fin dagli inizi del XX secolo le Spratly sono state al centro di svariate dispute diplomatiche e territoriali internazionali, con vari Stati intenti a rivendicare o semplicemente ad accaparrarsi il maggior numero possibile di posizioni sulle zone emerse dell'arcipelago.
Nel marzo del 1987, durante la 14ª conferenza della Commissione oceanografica intergovernativa dell'UNESCO, alla Cina fu assegnato il compito di stabilire cinque posti d'osservazione nell'ambito di un piano mondiale di monitoraggio degli oceani, tra cui una postazione localizzata nell'arcipelago delle Spratly; nell'aprile seguente, dopo alcune esplorazioni e pattugliamenti preliminari, il governo cinese scelse il gruppo di atolli e scogliere noto come Fiery Cross Reef, nella zona occidentale dell'arcipelago e in quel momento non occupato da nessuno, come luogo per il prescelto posto d'osservazione, perché piuttosto distante dalle principali zone rivendicate da altre nazioni e perché il sito risultava abbastanza esteso da permettere la costruzione di strutture stabili. L'avvio della costruzione del sito impensierì tuttavia il governo vietnamita, preoccupato che ciò fosse il prologo di nuove rivendicazioni territoriali di Pechino, e a partire dal gennaio del 1988 unità navali vietnamite iniziarono a monitorare strettamente le attività cinesi nell'arcipelago e a tentare di sbarcare distaccamenti militari sul maggior numero possibile di terre emerse.
Il 31 gennaio 1988 due navi da trasporto militari della marina vietnamita (Hải quân nhân dân Việt Nam) si avvicinarono al Fiery Cross Reef per recuperare materiale da costruzione con cui stabilire postazioni fisse per rivendicare la sovranità vietnamita sulle isole, ma furono intercettate da unità della marina militare cinese (Zhōngguó Rénmín Jiěfàngjūn Hǎijūn) e costrette a ritirarsi. Il 17 febbraio, un gruppo navale cinese comprendente alcune navi da trasporto militari scortate da cacciatorpediniere e altre unità armate si ritrovò a fronteggiare un'analoga unità vietnamita composta di dragamine e navi cargo apparentemente intenta a sbarcare truppe sul Cuarteron Reef: ancora una volta, le unità vietnamite furono forzate ad allontanarsi.

## Lo scontro

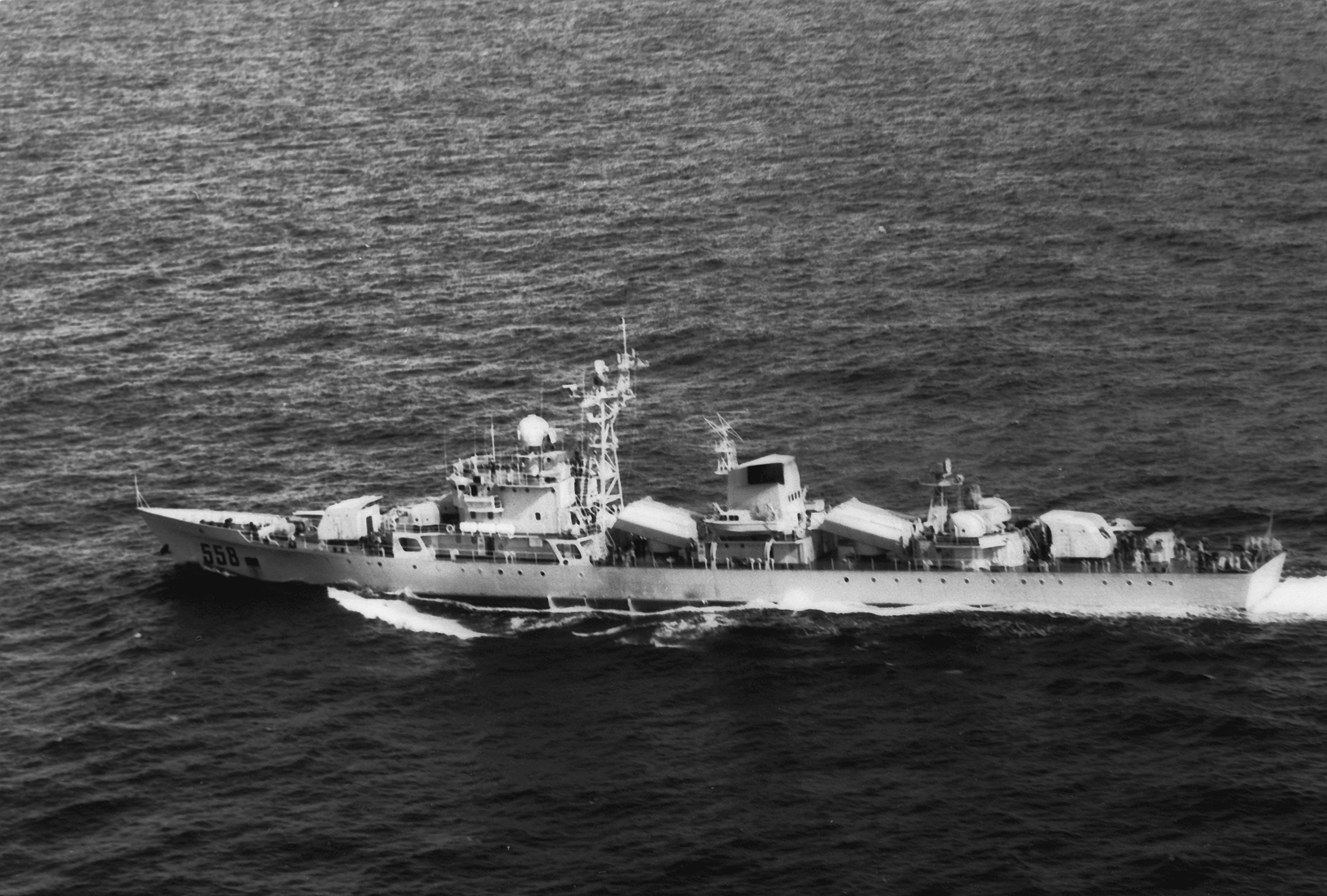
Una fregata cinese della Classe Type 053, a cui appartenevano le tre unità coinvolte nello scontro

Stando a quanto riferito dai resoconti cinesi, il 13 marzo 1988 la fregata Nanchong individuò tre unità navali vietnamite intente a sbarcare truppe su alcuni atolli delle Spratly: il trasporto militare HQ-604 era nei pressi del Johnson South Reef, il trasporto HQ-605 si avvicinava al Lansdowne Reef e il mezzo da sbarco HQ-505 si dirigeva verso il Collins Reef, in un apparente tentativo di catturare simultaneamente i tre atolli.
Alle 07:30 del 14 marzo, le truppe vietnamite sbarcate sul Johnson South Reef si trovarono ad affrontare la piccola guarnigione cinese a sua volta presente sull'atollo: la contesa tra i due schieramenti sfociò ben presto in uno scontro a fuoco, ed entrambe le parti chiamarono in aiuto le rispettive forze navali. Il trasporto HQ-604 aprì il fuoco sulle posizioni cinesi, ma fu affrontato dalla fregata Nanchong: armata con cannoni da 100 mm e missili antinave, la fregata cinese ebbe ben presto ragione dell'avversario e alle 08:47 il HQ-604, in fiamme, affondò. Verso le 09:15 una seconda fregata cinese, la Xiangtan, arrivò nei pressi del Lansdowne Reef e vi sorprese il trasporto HQ-605, il quale aveva appena sbarcato sull'atollo una piccola pattuglia di nove uomini; la Xiangtan intimò l'immediato ritiro del contingente vietnamita, ma davanti al rifiuto di questi entrambe le parti aprirono il fuoco: la HQ-605 fu pesantemente danneggiata dal fuoco cinese e alla fine fu affondata. Una terza fregata, la Yingtan, si recò al Collins Reef e aprì il fuoco sul mezzo da sbarco vietnamita HQ-505, obbligandolo a ritirarsi dopo averlo danneggiato; in totale, il governo vietnamita ammise la morte di tre marinai con altri 74 dispersi presumibilmente morti.
Nei giorni successivi la marina vietnamita inviò più di 30 unità navali nelle acque dell'arcipelago e incrementò i voli di ricognizioni sulle posizioni cinesi, sebbene non disponesse di navi da guerra di grandi dimensioni; il governo di Hanoi, a dispetto dell'isolamento diplomatico internazionale dovuto alla guerra cambogiana-vietnamita, si dichiarò disposto a continuare le azioni militari pur di affermare la sua sovranità sull'arcipelago, ma a dispetto di un persistente stato di tensione protrattosi per diverso tempo nessun nuovo scontro militare si sviluppò tra le due nazioni. Entro la fine del 1988, anche come conseguenza dello scontro, la Cina estese la sua sovranità su altri sei atolli delle Spratly.